# 九龍公園徑
九龍公園徑（英語：Kowloon Park Drive），是香港九龍尖沙咀的一條道路，位於九龍公園西側，南起梳士巴利道近舊尖沙咀消防局及香港基督教青年會總部，北接廣東道近中港城。道路部份為高架設計，跨越海防道。
九龍公園徑是於1970年代初政府把威菲路軍營改為九龍公園時修築的，4線南北雙向行車。九龍公園徑開發於1970年代初，當九龍公園開闢後，當局才在公園旁開一條捷徑，來往九龍公園，故有九龍公園徑之命名。

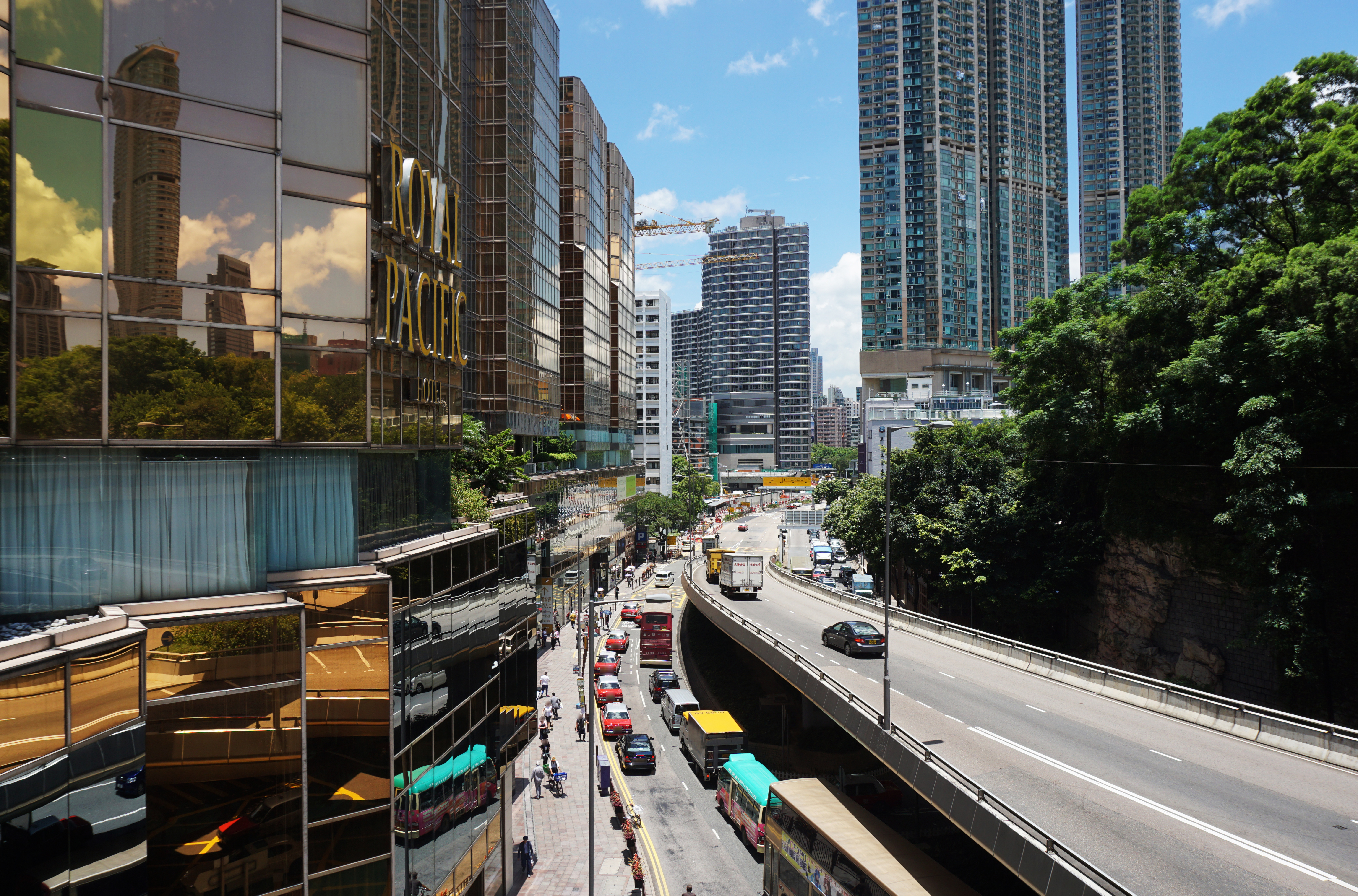
九龍公園徑北端近中港城
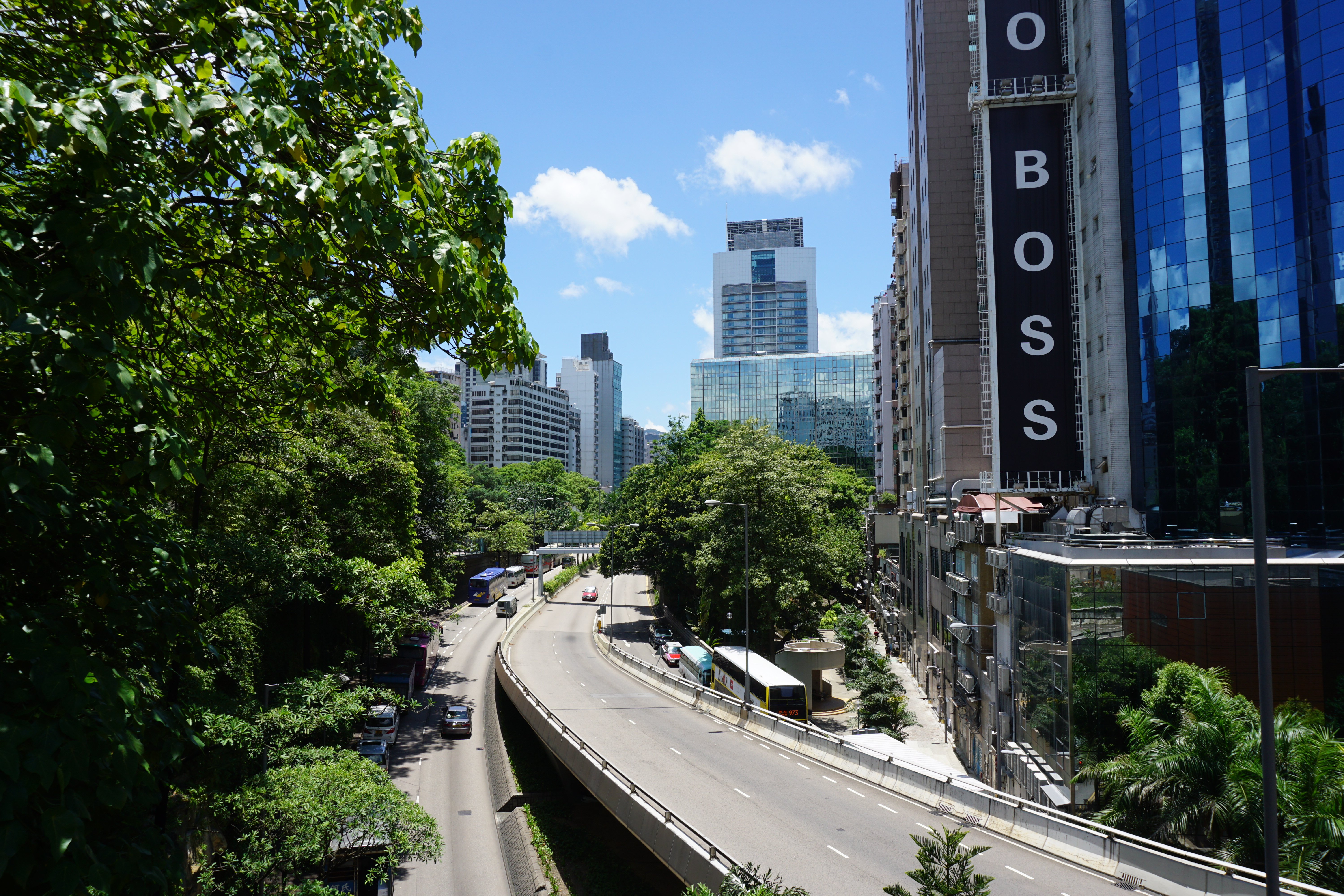
九龍公園徑近香港文物探知館
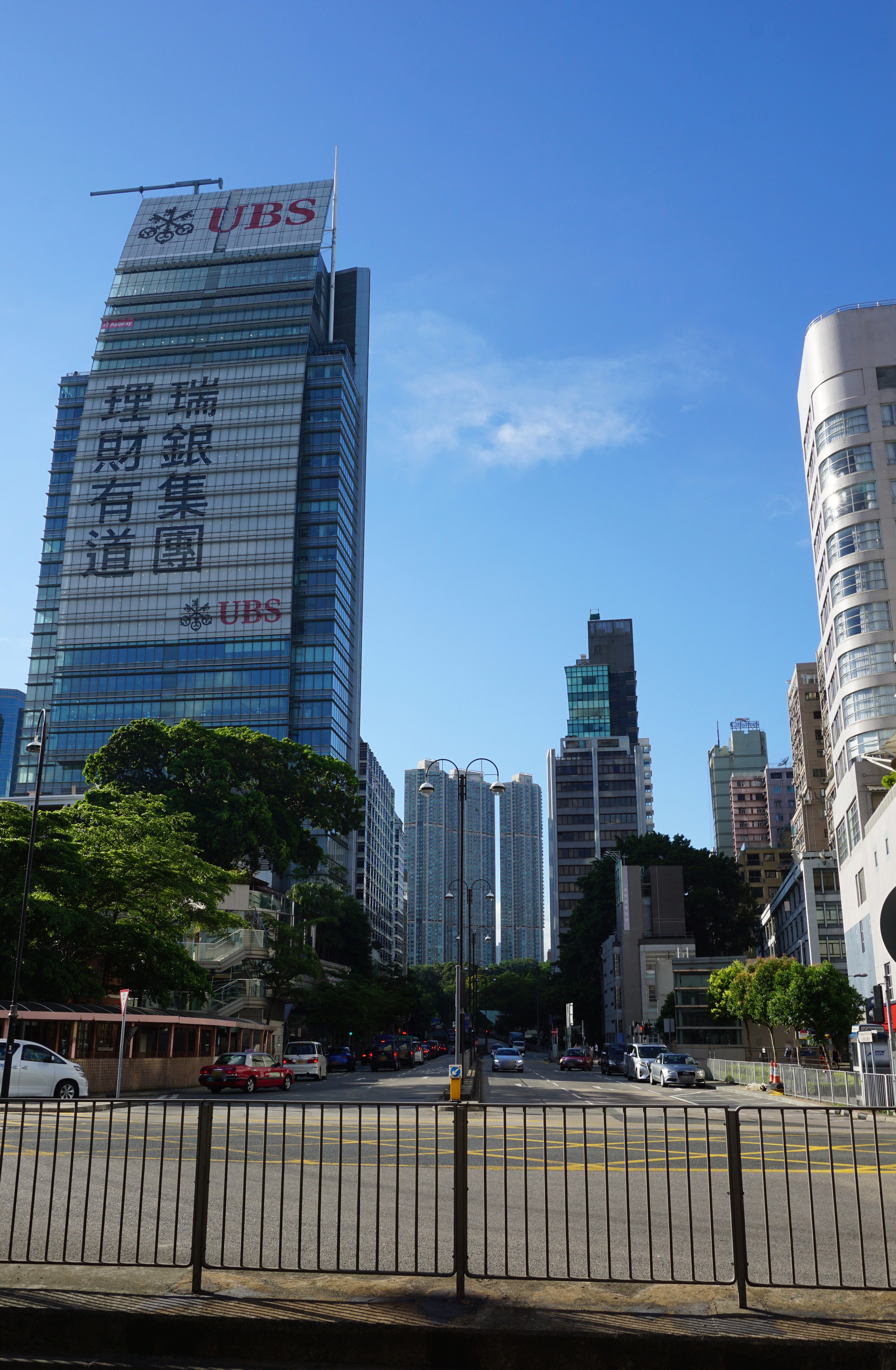
九龍公園徑南端近1881 Heritage

## 交通
巴士
專線小巴
居民巴士

## 接駁道路
由南至北列出：
- 北京道
- 海防道
- 港威大道
- 廣東道